# Kubla Khan

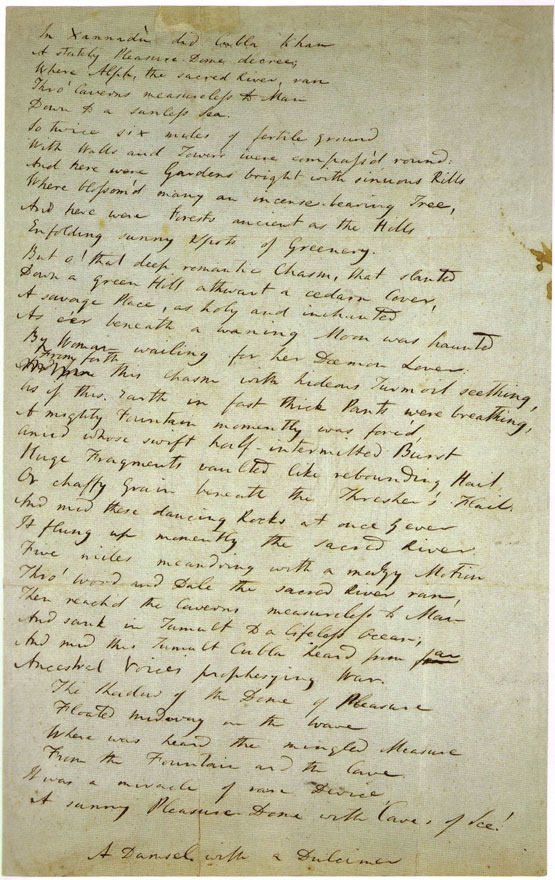
Brouillon du poème, conservé à la British Library.

Kubla Khan est un poème de Samuel Taylor Coleridge (1772-1834), qui évoque l'empereur mongol Kubilaï Khan, fondateur vers 1280 de la dynastie chinoise des Yuan et son palais d'été de Shangdu, ville à laquelle Coleridge donne le nom devenu célèbre de « Xanadu ».

## Étude du poème

### Composition et édition
Coleridge affirme avoir écrit le poème à l'automne de 1797, dans une ferme près d'Exmoor, en Angleterre, mais il a pu être composé lors des différentes autres visites effectuées au même endroit. Il est possible qu'il l'ait également revu et corrigé à plusieurs reprises avant de le publier en 1816 sous l'intitulé Kubla Khan, or A Vision in a Dream: A Fragment.

### Structure et thème
Coleridge affirme que le poème lui avait été inspiré par un rêve généré par l'opium, ce qui est suggéré par le sous-titre, Vision dans un rêve, et que la composition en avait été interrompue par un « visiteur venu de Porlock » (a person from Porlock). Une note apposée par Coleridge sur un manuscrit précise qu'il prenait à cette époque de l'opium pour combattre la dysenterie. Effectivement, aux yeux de certains, les images éclatantes du poème proviennent d'une hallucination éveillée, sans doute induite par l'opium. D'autre part, on pense qu'une citation de William Bartram serait l'une des origines du poème. Son sens fait l'objet de nombreuses spéculations, selon que l'on penche pour une simple description de visions, ou qu'on y cherche un thème ou un but.
Les premiers vers du poème, dans lesquels le nom de Xanadu apparaît immédiatement sont très connus :
| In Xanadu did Kubla Khan A stately pleasure-dome decree: Where Alph, the sacred river, ran Through caverns measureless to man Down to a sunless sea. | À Xanadu, Kubilaï Khan se décréta Un fastueux palais des plaisirs : Où s'engouffraient les flots sacrés d'Alphée, Par des grottes à l'homme insondables Jusqu'aux abîmes d'une mer sans soleil. |

Puis viennent trois vers qui font partie de ceux dont Rudyard Kipling a dit :
« De tous les millions de vers possibles, il n'y en a pas plus de cinq — cinq petites lignes — dont on puisse dire : « Ceux-là sont de la magie. Ceux-là sont de la vision. Le reste n'est que de la poésie ». En plus de ceux de Coleridge, Kipling se réfère à deux vers de Ode to a Nightingale de Keats. »
| A savage place! as holy and enchanted As e'er beneath a waning moon was haunted By woman wailing for her demon-lover! | Lieu sauvage ! Lieu sacré et d'envoûtement Comme jamais sous la lune en déclin ne fut hanté Par femme lamentant pour son divin amant ! |

### Interprétation
Ces vers présentent une certaine difficulté d'interprétation. Par exemple, le sens de « demon », du grec δαίμον reste sujet à caution. Il se pourrait, en effet, d'où la traduction retenue par l'adjectif « divin », que « demon » ne rappelle pas la nature infernale de l'amant, mais signifiât tout simplement « divin », auquel cas il serait vraisemblable que la femme évoquée fût Psyché. Le mythe de Psyché a été exploité par Elizabeth Bowen dans sa nouvelle intitulée The Demon Lover, titre justement inspiré par le poème de Coleridge. Dans cette nouvelle, la femme est entraînée par son amant dans ce que le narrateur appelle « the hinterland » de Londres, peut-être une référence à Hades, l'Enfer des Grecs.
Il est également possible que ce poème ait été inspiré par la description faite de Shangdu et de Kubilai Khan par Marco Polo dans son livre Il Milione, incorporé à Samuel Purchas, Pilgrimage.
Lorsqu'il se déclara empereur, en effet, Kubilai se référa à un « mandat du Ciel », concept chinois du pouvoir de droit divin, prenant de ce fait le contrôle  absolu de la nation tout entière. Dans l'intervalle de ses guerres et de la dilapidation de la fortune amassée par son grand-père Genghis Khan, Kubilai avait pour habitude de passer l'été à Xandu, plus connue sous le nom de Shangdu ou Xanadu, où ses sujets lui avaient construit un palais digne d'un fils de Dieu.
Le poème reprend ce fait dans ses deux premiers vers, tandis que le troisième paragraphe évoque les dix mille chevaux dont Kubilai disposait pour exhiber sa puissance. Selon la légende, seuls ses favoris et lui avaient le droit d'en boire le lait, d'où la dernière image « the milk of Paradise »
Moins prosaïquement, « honey-dew » rappelle le nectar et « milk » l'ambroisie des dieux dont se nourrit le poète autour duquel on a tracé un triple cercle magique et protecteur. Weave a circle round him thrice […] fait en effet écho » à la comptine (Nursery Rhyme) : Ring a ring of roses / Pockets full of posies / Atishoo, Atishoo / They all fall down (« Tracez un cercle de roses / Poches remplies de bouquets / Atchoum, atchoum / Tous tombent à terre »).

## Dans la culture populaire
- Dans Corto Maltese en Sibérie, bande dessinée par Hugo Pratt (1979), Ungern-Sternberg et Corto Maltese récitent des extraits du poème.
- Le poème est au centre de Retour à Xanadu, bande dessinée Keno Don Rosa (1991), mettant en scène Picsou, Donald et Riri, Fifi et Loulou.
- Le groupe canadien de rock progressif Rush s'est inspiré de ce poème pour la chanson Xanadu sur l'album A Farewell to Kings  sorti en 1977.
- Le groupe britannique de new wave Frankie Goes to Hollywood s'inspire du poème (et en cite les deux premiers vers) dans sa chanson Welcome to the Pleasure dome sur l'album du même nom sorti en 1985.

## Annexe